# Lijst van voetbalinterlands Noord-Macedonië - Wit-Rusland
Deze lijst van voetbalinterlands is een overzicht van alle officiële voetbalwedstrijden tussen de nationale teams van Noord-Macedonië (het land speelde tussen 1993 en 2019 onder de naam Macedonië) en Wit-Rusland. De landen speelden tot op heden drie keer tegen elkaar. De eerste ontmoeting, een kwalificatiewedstrijd voor het Europees kampioenschap voetbal 2016, werd gespeeld in Skopje op 27 maart 2015. Het laatste duel, een vriendschappelijke wedstrijd, vond plaats op 28 maart 2017 in de Macedonische hoofdstad.

## Wedstrijden
| № | Plaats  | Datum           | Competitie           | Wedstrijd               | Uitslag |
| - | ------- | --------------- | -------------------- | ----------------------- | ------- |
| 1 | Skopje  | 27 maart 2015   | EK 2016 kwalificatie | Macedonië – Wit-Rusland | 1 – 2   |
| 2 | Borisov | 12 oktober 2015 | EK 2016 kwalificatie | Wit-Rusland – Macedonië | 0 – 0   |
| 3 | Skopje  | 28 maart 2017   | Vriendschappelijk    | Macedonië – Wit-Rusland | 3 – 0   |

## Samenvatting
| Competitie        | Totaal gespeeld | Winst Noord-Macedonië | Gelijk | Winst Wit-Rusland | Doelsaldo Noord-Macedonië – Wit-Rusland |
| ----------------- | --------------- | --------------------- | ------ | ----------------- | --------------------------------------- |
| EK-kwalificatie   | 2               | 0                     | 1      | 1                 | 1 − 2                                   |
| Vriendschappelijk | 1               | 1                     | 0      | 0                 | 3 − 0                                   |
| Totaal            | 3               | 1                     | 1      | 1                 | 4 − 2                                   |

## Details

### Eerste ontmoeting
| EK 2016 kwalificatie (Skopje, Macedonië, 27 maart 2015): |              | |
| Macedonië | 1 – 2        | Wit-Rusland |
| Aleksandar Trajkovski 9' | goals        | 43' Timofej Kalatsjev 82' Sergej Kornilenko |
| Boško Đurovski | bondscoach   | Alexander Chatskevitsj |
| Tome Pačovski Vanče Šikov Bojan Markovski Daniel Georgievski Stefan Ristovski Artim Položani 31' Besart Abdurahimi 75' Ferhan Hasani Agim Ibraimi Krste Velkoski 63' Aleksandar Trajkovski | opstellingen | Joeri Zhavnov Yahor Filipenka Maksim Bardatsjov Ihar Shytaw Aljaksandr Martynovitsj 87' Aljaksandr Hleb 90+3' Igor Stasevitsj Tsimafej Kalatsjov Sjarhej Kisljak 80' Ivan Maewski Sergej Kornilenko |
| Enis Bardi 31' Blagoja Todorovski 63' Dejan Blaževski 75' | wissels      | 80' Anton Putsila 87' Stanislav Drahoen 90+3' Pavel Nyakhaychyk |
| Vanče Šikov 20' Bojan Markovski 53' Daniel Georgievski 60' Aleksandar Trajkovski 68' | gele kaarten | 11' Aljaksandr Martynovitsj 36' Tsimafej Kalatsjov 66' Sjarhej Kisljak 89' Ihar Shytaw 90' Anton Putsila 90+1' Igor Stasevitsj                                                                      |
| - Interlanddebuut voor scheidsrechter Anthony Taylor (Engeland). - Debuut van Enis Bardi (Újpest FC) voor Macedonië. - Debuut van Ivan Maewski (WKS Zawisza) voor Wit-Rusland.             |              | |

### Tweede ontmoeting
| EK 2016 kwalificatie (Borisov, Wit-Rusland, 12 oktober 2015): |              | |
| Wit-Rusland | 0 – 0        | Macedonië |
| | goals        | |
| Alexander Chatskevitsj | bondscoach   | Ljubinko Drulović |
| Andrej Harboenov Sergej Palitsevitsj Denis Poljakov Mikhail Sivakov Pavel Nyakhaychyk 61' Igor Stasevitsj Renan Bardini Bressan Stanislav Drahoen 73' Maksim Valadzko Mihal Hardzeitsjoek Nikolaj Signevitsj | opstellingen | David Mitov Nilsson Vanče Šikov Daniel Mojsov 73' Vladica Brdarovski Stefan Ristovski Leonard Žuta 84' Ostoja Stjepanović Milovan Petrović 86' Agim Ibraimi Ivan Tričkovski Aleksandar Trajkovski |
| Sjarhej Kisljak 61' Anton Putsila 73' | wissels      | 73' Besart Abdurahimi 84' Armend Alimi 86' Ilija Nestorovski |
| Stanislav Drahoen 63' Sjarhej Kisljak 75' | gele kaarten | 49' Leonard Žuta |
| - Debuut van David Mitov Nilsson (IFK Norrköping) voor Macedonië. |              | |

FFM · A-internationals · Bondscoaches · Statistieken · Macedonisch vrouwenelftal · Olympisch elftal · Noord-Macedonië U21 · Noord-Macedonië U20 · Noord-Macedonië U19 · Noord-Macedonië U18 · Noord-Macedonië U17 · Noord-Macedonië U16
1993 – 1999 ·
2000 – 2009 ·
2010 – 2019 ·
2020 − 2029
EK 2020
1993 · 
1994 · 
1995 · 
1996 · 
1997 · 
1998 · 
1999 · 
2000 · 
2001 · 
2002 · 
2003 · 
2004 · 
2005 · 
2006 · 
2007 · 
2008 · 
2009 · 
2010 · 
2011 · 
2012 · 
2013 · 
2014 · 
2015 · 
2016 ·
2017 ·
2018 ·
2019 ·
2020 ·
2021 ·
2022 ·
2023
Albanië ·
Andorra ·
Angola ·
Armenië ·
Australië ·
Azerbeidzjan ·
Bahrein ·
België ·
Bosnië en Herzegovina ·
Bulgarije ·
Canada ·
China ·
Cyprus ·
Denemarken ·
Duitsland ·
Ecuador ·
Egypte ·
Engeland ·
Estland ·
Faeröer ·
Finland ·
Georgië ·
Gibraltar ·
Hongarije ·
Ierland ·
IJsland ·
Iran ·
Israël ·
Italië ·
Jamaica ·
Joegoslavië ·
Kameroen ·
Kazachstan ·
Kosovo ·
Kroatië ·
Letland ·
Libanon ·
Liechtenstein ·
Litouwen ·
Luxemburg ·
Malta ·
Moldavië ·
Montenegro ·
Nederland ·
Nigeria ·
Noorwegen ·
Oekraïne ·
Oman ·
Oostenrijk ·
Paraguay ·
Polen ·
Portugal ·
Qatar ·
Roemenië ·
Rusland ·
Saoedi-Arabië ·
Schotland ·
Servië ·
Slovenië ·
Slowakije ·
Spanje ·
Tsjechië ·
Turkije ·
Verenigde Staten ·
Wales ·
Wit-Rusland · 
Zuid-Korea ·
Zweden
Nederland (2021) · 
Oekraïne (2021) · 
Oostenrijk (2021)
BFF · A-internationals · Bondscoaches · Statistieken · Wit-Russisch vrouwenelftal · Olympisch elftal · W-Rusland U21 · W-Rusland U19 · W-Rusland U18 · W-Rusland U17 · W-Rusland U16
1990 – 1999 · 
2000 – 2009 · 
2010 – 2019 ·
2020 − 2029
1992 · 
1993 · 
1994 · 
1995 · 
1996 · 
1997 · 
1998 · 
1999 · 
2000 · 
2001 · 
2002 · 
2003 · 
2004 · 
2005 · 
2006 · 
2007 · 
2008 · 
2009 · 
2010 · 
2011 · 
2012 · 
2013 ·
2014 ·
2015 ·
2016 ·
2017 ·
2018 ·
2019 ·
2020 ·
2021 ·
2022 ·
2023
Albanië · 
Andorra · 
Argentinië · 
Armenië · 
Azerbeidzjan · 
Bahrein ·
België ·
Bosnië en Herzegovina · 
Bulgarije · 
Canada · 
Cyprus · 
Denemarken · 
Duitsland · 
Ecuador · 
Egypte · 
Engeland · 
Estland · 
Finland · 
Frankrijk · 
Gabon ·
Georgië · 
Griekenland · 
Hongarije · 
Honduras · 
Ierland ·
IJsland · 
India ·
Iran · 
Israël · 
Italië ·
Japan ·
Jordanië · 
Kazachstan ·
Kirgizië · 
Kosovo ·
Kroatië · 
Letland · 
Libië · 
Liechtenstein ·
Litouwen · 
Luxemburg · 
Malta · 
Mexico ·
Moldavië · 
Montenegro · 
Nederland · 
Nieuw-Zeeland ·
Noord-Ierland ·
Noord-Macedonië ·  
Noorwegen · 
Oekraïne · 
Oezbekistan · 
Oman · 
Oostenrijk · 
Peru · 
Polen · 
Roemenië · 
Rusland · 
San Marino · 
Saoedi-Arabië · 
Schotland · 
Slovenië · 
Slowakije · 
Spanje ·
Syrië ·
Tadzjikistan · 
Tsjechië · 
Tunesië · 
Turkije · 
Verenigde Arabische Emiraten · 
Wales · 
Zuid-Korea · 
Zweden · 
Zwitserland